# 布朗温·迈耶-史密斯
布朗温·迈耶-史密斯（英語：Bronwyn Mayer-Smith，1974年7月3日—），澳大利亚女子水球运动员。她曾代表澳大利亚国家队参加2000年和2004年夏季奥林匹克运动会水球比赛，其中2000年奥运会获得一枚金牌。